# 실패

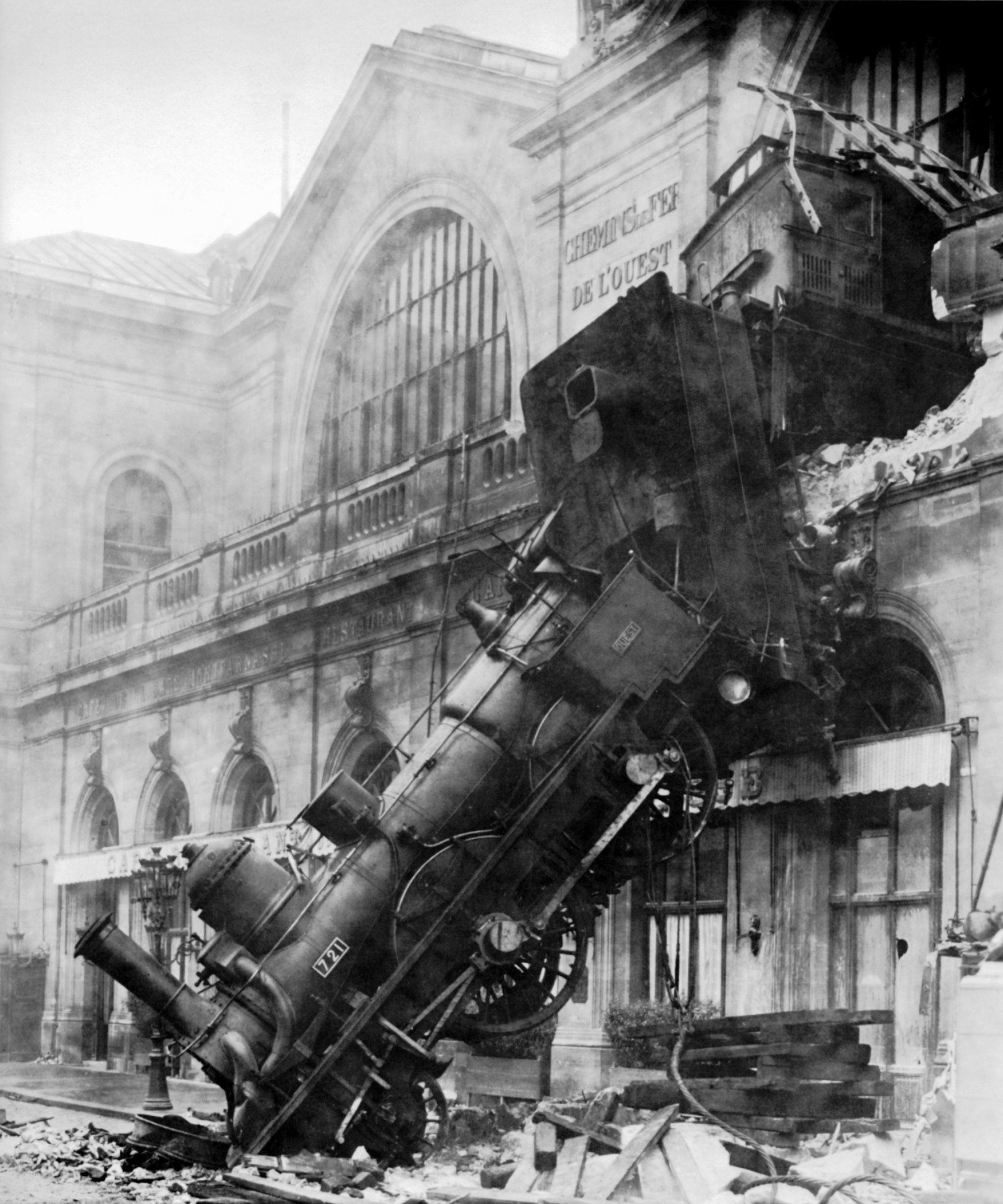

실패(失敗)는 목표했던 일을 달성하지 못한 상태를 말한다. 사람은 살면서 성공도 하지만 수많은 실패를 하면서 시행착오를 겪는다. 어떤 사람들은 실패하고 나서 좌절하고 주저앉지만, 어떤 사람들은 실패를 겪고 나서 교훈을 얻어 스스로를 성장시키는 기회로 삼기도 한다.

## 설명
실패는 바람직하거나 의도한 목표를 달성하지 못하는 사회적 개념으로, 일반적으로 성공의 반대 개념으로 간주된다. 실패 기준은 상황에 따라 다르며 특정 관찰자 또는 신념 체계와 관련될 수 있다. 특히 직접적인 경쟁이나 제로섬 게임의 경우 어떤 사람은 다른 사람이 성공이라고 생각하는 것을 실패로 간주할 수 있다. 마찬가지로 상황의 성공 또는 실패 정도는 관찰자나 참여자에 따라 다르게 볼 수 있다. 즉, 한 사람은 실패로 간주하는 상황, 다른 사람은 성공, 자격을 갖춘 성공 또는 중립적 상황으로 간주할 수 있다.
또한 기준에 대한 모호하거나 잘못 정의된 정의로 인해 상황이 실패 또는 성공 기준을 충족하는지 확인하는 것이 어렵거나 불가능할 수도 있다. 상황의 성공이나 실패를 판단하기 위해 유용하고 효과적인 기준이나 경험적 방법을 찾는 것 자체가 중요한 작업일 수 있다.

## 사회학
문화사학자 스캇 샌디지(Scott Sandage)는 실패의 개념이 19세기에 걸쳐 미국에서 변형을 겪었다고 주장한다. 처음에 샌디지는 재정적 실패 또는 파산을 개인의 삶에서 일어나는 사건, 즉 성격 특성이 아닌 사건으로 이해했다. 개인이 실패자라는 개념은 상대적인 역사적 참신함이라고 샌디지는 주장한다. 남북 전쟁 직전까지 미국인들은 일반적으로 부실한 사람을 '실패자'로 분류하지 않았다. 따라서 실패라는 개념은 도덕적 의미와 개인주의적 의미를 모두 획득했다. 19세기 후반에는 실패한다는 것은 결함이 있는 성격을 갖는 것을 의미했다.

## 대처
실패를 겪고나서 올바른 태도를 갖는 것이 중요하다. 실패를 통해 얻은 교훈을 통해 자신이 무엇을 잘못했는지, 어떻게 행동을 바꾸어야할지 전략을 세우는 것은 바람직하다.
심리학자 앨버트 반두라의 실험에 따르면 실패를 능력 부족으로 여기고 체념하는 경우, 개인 또는 집단의 발전에 방해가 된다.
목표했던 일에서 성공을 거두는 데에는 많은 시간과 노력이 든다. 말콤 글래드웰은 어떤 일을 숙달하는 데 적어도 1만 시간을 집중해야한다고 하였다.

## 같이 보기
- 성공
- 재난
- 에러
- 시장 실패
- 머피의 법칙
- 단일 장애점
- 고장률

## 참고 자료
- Travis Bradberry (2017년 2월 21일). “실패를 성공으로 바꿔 줄 인생의 교훈 10가지”. 《허핑턴포스트》. 2018년 6월 17일에 확인함.[깨진 링크(과거 내용 찾기)]